# Kadaura
Kadaura é uma cidade e uma nagar panchayat no distrito de Jalaun, no estado indiano de Uttar Pradesh.

## Geografia
Kadaura está localizada a 25° 59′ N, 79° 51′ L. Tem uma altitude média de 124 metros (406 pés).

## Demografia
Segundo o censo de 2001, Kadaura tinha uma população de 12,658 habitantes. Os indivíduos do sexo masculino constituem 53% da população e os do sexo feminino 47%. Kadaura tem uma taxa de literacia de 57%, inferior à média nacional de 59.5%: a literacia no sexo masculino é de 65% e no sexo feminino é de 48%. Em Kadaura, 16% da população está abaixo dos 6 anos de idade.